# Нуммедал, Тара
Тара Нуммедал (англ. Tara E. Nummedal) — американский историк науки. Доктор философии (2001), именной профессор Брауновского университета.
Происхождением из Сил-Бич (штат Калифорния).
Окончила Помона-колледж (бакалавр BA истории, 1992), в Калифорнийском университете в Дейвисе получила степень магистра MA истории (1996), а в Стэнфорде — докторскую по истории. С 2002 работает на кафедре истории Брауновского университета.
Экс-президент New England Renaissance Conference.
Член редколлегии Ambix.
Автор Alchemy and Authority in the Holy Roman Empire (University of Chicago Press, 2007) — её первая книга, — и Anna Zieglerin and the Lion’s Blood: Alchemy and End Times in Reformation Germany (University of Pennsylvania Press, 2019), последняя отмечена Pfizer Award (2022). Соавтор John Abbot and William Swainson: Art, Science, and Commerce in Nineteenth-Century Natural History (University of Alabama Press, 2019). Соредактор Furnace and Fugue: A Digital Edition of Michael Maier’s Atalanta fugiens with Scholarly Commentary (University of Virginia Press, 2020), отмеченной Roy Rosenzweig Prize (2022). Также соредактор серии Studies in Early Modern German History.